# Амерички нинџа 4: Уништење
Амерички нинџа 4: Уништење (енгл. American Ninja 4: The Annihilation) амерички је борилачко акциони филм из 1991. године у режији Седрика Сандстрома и наставак филма Амерички нинџа 3: Крвави лов из 1989. Сценарио потписује Дејвид Гивс, док су продуценти филма Овидио Г. Асонитис и Кристофер Пирс. Музику је компоновао Ник тен Броек.
Насловну улогу тумачи Мајкл Дудиков као Џо Армстронг, док су у осталим улогама Дејвид Бредли, Џејмс Бут, Двејн Александре и Робин Стили. Дистрибуиран од стране Cannon Picturesа, светска премијера филма је била одржана 8. марта 1991. у Сједињеним Америчким Државама. 
Филм прати наставак Амерички нинџа 5 из 1993.

## Радња
Након што увежбани прворазредни амерички командоси буду заробљени у скровишту садистичкога бившега британског војника, криминалца Малгроуа (Џејмс Бут), ЦИА у спасилачку мисију шаље агента Шона Дејвидсона (Дејвид Бредли) и његову екипу те згодну докторицу Сару (Робин Стили). Међутим, мисија запада у неочекиване проблеме, а с временом постаје јасно како Малгору планира извести терористички напад на Њујорк. Једини који све то може спријечити јест умировљени ветеран Џо Армстронг (Мајкл Дудиков).

## Улоге
| Глумац           | Улога         |
| ---------------- | ------------- |
| Мајкл Дудиков    | Џо Армстронг  |
| Дејвид Бредли    | Шон Дејвидсон |
| Џејмс Бут        | Скарф Малгроу |
| Двејн Александре | Карл Брекстон |
| Робин Стили      | др Сара       |